# Johnny Bernero
Elbert J. „Johnny“ Bernero (* 22. September 1931 in Memphis, Tennessee; † 28. Juli 2001 in Fulton, Kentucky) war ein US-amerikanischer Rockabilly-Musiker und Schlagzeuger. Bernero war Sessionmusiker der Sun Records in Memphis, Tennessee.

## Leben
Genau wie Elvis Presley wuchs Johnny Bernero in Tupelo, Mississippi, auf. Als Jugendlicher begann Bernero im Programm des lokalen Radiosenders WELO aufzutreten und spielte auf kleinen Veranstaltungen. Während seiner Militärzeit in der US Air Force spielte er in einer Band in Guam.
Seinen professionellen Zugang zum Musikgeschäft erhielt Bernero durch den Pianisten Smokey Joe Baugh, mit dem er später oft zusammenarbeiten sollte. Nach seiner Entlassung aus der Air Force begann Bernero mit Hugh Jefferies zu spielen und erhielt bei der „Memphis Light Gas & Water Company“ eine Anstellung. Sein Arbeitsplatz lag auf der anderen Straßenseite gegenüber dem Sun Studio in der Union Avenue 706. Schnell lernte Bernero den Besitzer des Labels Sam Phillips kennen, der ihn für Aufnahmesession von Künstlern wie Harold Jenkins, Billy Lee Riley, Warren Smith, Carl McVoy, Ramon Maupin und Elvis Presley engagierte. Bernero fungierte für Presleys letzte Session als Schlagzeuger und ist daher auf dessen erstem Nummer-eins-Hit I Forgot To Remember To Forget sowie auf den beiden unveröffentlichten Stücken Trying To Get To You und When It Rains It Really Pours zu hören. Presley wollte auch Bernero als ständiges Mitglied seiner Band, jedoch lehnte Bernero ab, da er in Memphis Frau und Familie hatte.
Schon ab 1955 war Bernero Mitglied der Snearly Ranch Boys geworden, die regelmäßig im Cotton Club auftraten. Teilweise war er auch als Sessionmusiker für Meteor Records tätig, bis jetzt sind jedoch nur wenige Aufnahmen mit Bernero als Schlagzeuger für Meteor bekannt. Er ist unter anderem bei Brad Suggs und den Velvatones zu hören.
Doch Bernero war mit einfachen Gelegenheitsjobs als Sessionmusiker nicht zufrieden. Daher bat er Sam Phillips, ob er nicht selbst einige Songs einspielen dürfe. Nachdem Phillips eingewilligt hatte, stellte er mit Thurman Enlow (Klavier), Hugh Jefferies (Steel Guitar), Hawk Hawkins (Bass) und  Ace Cannon (Saxophon) die Johnny Bernero Band zusammen. Mit dieser Gruppe, deren Besetzung variierte, spielte Bernero verschiedene Stücke ein, die von Sun jedoch nicht veröffentlicht wurden und daher lange in einem Regal verschwanden. 1987 wurden schließlich Bernero’s Boogie und Rockin‘ At The Woodchoppers Ball veröffentlicht.
1960 erschien bei Dot Records eine Platte von Johnny Bernero, es ist aber nicht geklärt, ob von demselben Künstler eingespielt.
Die Bernero Band brach jedoch schnell wieder auseinander, und Bernero verließ Sun. Er arbeitete danach als Versicherungsverkäufer und starb 2001 im Alter von 69 Jahren in Kentucky.

## Diskografie
| 1960                    | Beautiful Dreamer / Lost | Dot 16098   |
| Unveröffentlichte Titel | |             |
|                         | - It Makes No Difference Now - Bernero’s Boogie - Rockin’ At The Woodchoppers Ball - Cotton Pickin’ Boogie - I Don’t Mind - Red Hair and Green Eyes | Sun Records |